# Vicko Ivčević
Dr Vicko Ivčević (Trogir, 18. kolovoza 1843. − Trogir/Zadar, 14. studenoga 1922.) je bio hrvatski političar, preporoditelj iz Trogira. Po struci je bio odvjetnik.

## Životopisi
Rodio se je u Trogiru 1843. godine. U Zadru je pohađao gimnaziju kojoj je onda ravnateljem bio dr Juraj Pulić, a među profesorima je bio dr Miho Klaić. Studija prava završio je na sveučilištu u Gradcu. 23. ožujka 1868. promoviran je u doktora prava. Odvjetničku praksu odradio je u Gradcu i Zadru. Od 1873. radi kao odvjetnik. Dugo godina poslije postao je potpredsjednikom Odvjetničke komore.
Bio je zastupnikom u Dalmatinskom saboru (1876. – 1883., 1884. – 1918.) i u Carevinskom vijeću (1901. – 1918.). Od 1901. godine predsjedavao je Dalmatinskim saborom. Od 1889. bio je prisjednik Zemaljskog odbora. Na toj se je dužnosti najviše bavio općinskim poslovima pravno-zakonske naravi. Zemaljski odbor ga je rasporedio u pokrajinsko povjerenstvo za diobu obradivih općinskih dobara u Dalmacij. Dužnost prisjednika obnašao je do 1900., kad je otišao radi prelaska na novu dužnost, predsjednika Dalmatinskog sabora, koje je ostalo ispražnjeno smrću Gaje Filomena Bulata. Na dužnost je stupio odlukom 7. lipnja 1900. godine.
Ivčević je pripadao krilu "stare garde" Narodne stranke koji je poslije formirao Hrvatsku stranku. Među zadarskim Hrvatima bio je osoba najvišeg političkog ranga. Spadao je među one zadarske Hrvate koji su u jezik komuniciranja hrvatskih obitelji naveo pored hrvatskog i talijanski, zbog čega je bio metom napada Hrvatske krune.
1877. je ušao u Dalmatinski sabor glasovima kurije veleporeznici bivšega okružja Splitskoga. Mandat je obnašao do 1883. godine. Na izborima 1884. prošao je kao zastupnik vanjskih općina sudbenih kotara Omiš, Split, Trogir koje je zastupao sve do kraja postojanja Austro-Ugarske.
Zastupnička kuća u Beču izabrala ga je tri puta za člana državnog sudbenog dvora, 21. listopada 1879., 3. velječe 1886. i 16. ožujka 1886. godine.
Nakon smrti Mihe Klaića 1896. preuzeo je "referat o oživotvorenju zemljištno-veresijskoga zavoda". Nakon što je taj Zavod otvoren 1. srpnja 1898., imenovao ga je Zemaljski odbor nadzornim komesarom toga zavoda i izvjestiteljem za njegove poslove.
Bio je u Zastupničkom domu Carevinskog vijeća 1903. godine koje je 8. siječnja 1903. sazvao car i kralj Franjo Josip I. Kraljevinu Dalmaciju su pored Ivčevića zastupali kolega iz Stranke prava Juraj Biankini, Josip Virgil Perić, iz Narodne hrvatske stranke Ante Šupuk, Ante Vuković Vučidolski, Josip Zaffron, Lovro Borčić, Juraj Ferri,  Petar Klaić, a Srpskoj narodnoj stranci Andrija Vujatović-Šarov i Radoslav Kvekić. Od aktivnosti valja spomenuti supotpisivanje interpelacije Jurja Bijankinija 15. svibnja 1903. na ministra obrane Zena von Welsersheimba glede angažmana vojske u nemirima u Hrvatskoj, s obzirom na neopravdanost uporabe takve sile, čak i prema ženama i djeci (potpisali su ju 19 hrvatskih i slovenskih zastupnika Zafronn, Šupuk, Spinčić, Berks, Šusteršič, Gregorčič, Žičkar, Vuković, Borčić, Ferri, Perić, Klaić, Ivčević, Pogačnik, Ferjančič, Hajek, Breznovsky, Chok, Koudela, ali ne i dvojica zastupnika Srpske stranke iz Dalmacije) te prešni prijedlog od 19. svibnja i.g. u svezi s redarstvenim mjerama koje su u Ljubljani poduzeli policijski agenti Khuena Hedérvarya u Ljubljani (policijski agenti su tragali za osumnjičenim Hrvatima zbog objave antikhuenovskih plakata te proveli predistragu protiv jedne ljubljanske tiskare koju su vlasti osumnjičile zbog njihova tiskanja).
Na izborima za Carevinsko vijeće 20. prosinca 1900. vanjske obćine sudbenih kotora Split, Trogir, Omiš, Brač, Hvar, Stari Grad, Vis izabrale su ga za zastupnika, a mandat mu je počeo teći od 1901. godine. Bio je predloženik Hrvatske stranke na izborima za Carevinsko vijeće 1907. (4. izborni kotar Drniš – Trogir – općina Promina) i 1911. Oba puta je prošao.
Upamćen je i po tome što je zajedno Jurjem Biankinijem i Ivom Prodano prosvjedovao kod namjesnika Attemsa protiv talijanskih provokacija i fizičkih napadaja na Hrvate grada Zadra kad su iredentisti organizirali Međupokrajinski kongres talijanskih studenata u Zadru 14. rujna 1913.

## Odlikovanja
- 1898.: križ viteza reda Franje Josipa I.